# قانون جنگل (فیلم ۱۹۴۲)
قانون جنگل (انگلیسی: Law of the Jungle) فیلمی آمریکایی در سبک رمانتیک است که در سال ۱۹۴۲ منتشر شد.